# Harald Genzmer
Harald Genzmer (født 9. februar 1909 i Bremen, død 16. december 2007 i München) var en tysk komponist, pianist og lærer.
Genzmer studerede komposition og klaver på Berliner Hochschule für Musik hos Paul Hindemith.
Han deltog ved OL 1936 i Berlin i kunstkonkurrencerne. Her deltog han i disciplinen komposition for solo eller kor med værket Der Läufer, der fik bronzemedalje; også de to øvrige medaljer tilfaldt tyske komponister.
Genzmer underviste fra 1938 på blandt andet Volksmusikchule Berlin-Neukölln, Münchner Musikhochschule og Musikhochschule in Freiburg.
Genzmer har skrevet otte symfonier, 
orkesterværker, balletmusik, kammermusik, klaverkoncerter, korværker, vokalmusik, klaverstykker etc.

## Udvalgte værker
- Bremer Symfoni (1942) - for orkester
- Symfoni nr. 1 (1957, Rev. 1970) - for orkester
- Symfoni nr. 2 (1958) - for strygeorkester
- Kammersymfoni (1970) - for kammerorkester
- Symfoni nr. 3 (1986) - for orkester
- Symfoni nr. 4 (1995) - for orkester
- Symfoni nr. 5 (1999) - for orkester
- Sinfonietta nr. 1 (1955) - for strygeorkester
- Sinfonietta nr. 2 (1970) - for orkester
- Sinfonietta nr. 3 (2002) - for strygeorkester
- Klaverkoncert - for klaver og orkester
- Cellokoncert - for cello og klaver
- Miniaturen - for strygeorkester